# جاك كيريس
جاك كيريس (بالإنجليزية: Jack Kerris)‏ مواليد 30 يناير 1925، كان لاعب كرة سلة أمريكي. بدأ مسيرته الاحترافية في سنة 1949. تم اختياره من قبل فريق شيكاغو ستايغس خلال الدرافت. بلغ طوله 6 قدم 6 بوصة (2.0 م). اعتزل اللعب في 1953.

## المسيرة الاحترافية
لعب مع أتلانتا هوكس في موسم 1949–50 ، ثم لعب مع ديترويت بيستونز من سنة 1949 إلى 1953، ثم لعب مع بالتيمور باليتس في موسم 1952–53 .

## روابط خارجية
- جاك كيريس على موقع إن بي أي (الإنجليزية)
- جاك كيريس على موقع سبورتس رفرنس (الإنجليزية)
- جاك كيريس على موقع كلية كرة السلة في سبورتس رفرنس.كوم (الإنجليزية)
- جاك كيريس على موقع ريلجم (الإنجليزية)
- جاك كيريس على موقع بروبوليرز (الإنجليزية)